# دقار (المخادر)

تعديل مصدري - تعديل

دقار هي إحدى قرى عزلة السحول بمديرية المخادر التابعة لمحافظة إب، بلغ تعداد سكانها 264 نسمة حسب تعداد اليمن لعام 2004.